# Antonio Mele
Antonio Mele, noto anche con lo pseudonimo di Melanton (Galatina, 13 luglio 1942 – Roma, 6 marzo 2024), è stato un giornalista e disegnatore italiano.

## Biografia
Antonio Mele nacque a Galatina, in Puglia, il 13 luglio 1942.
Nel 1959 iniziò a operare nei settori specifici della satira e dell'umorismo.
Grafico, scrittore, saggista e redattore di importanti riviste ebbe tra i suoi interessi professionali ed artistici anche la storia critica della caricatura.
Per 13 anni, dal 1991 al 2003, fu direttore artistico della Biennale internazionale dell'umorismo e del Museo della caricatura di Tolentino, dove allestì varie mostre d'arte, fra cui le 'antologiche' dedicate a Federico Fellini (1991) e a Giuseppe Scalarini (2002). 
Fu tra i fondatori del centro studi Gabriele Galantara per la satira sociale e di costume, istituito a Montelupone (MC), il 12 giugno 2007. Qui, nell'estate 2012, festeggiò i suoi 70 anni con una speciale mostra personale storica e antologica, allestita nelle sale del trecentesco Palazzo dei Priori.
Alcune sue opere furono anche esposte in diversi musei internazionali specializzati: Montreal (Canada), Knokke-Heist (Belgio), Gabrovo (Romania), nel Museo di storia contemporanea di Bonn (Germania) e, in Italia, a Tolentino e a Forte dei Marmi.
Morì a Roma il 6 marzo 2024 all'età di 81 anni.

## Collaborazioni
Collaborò con testi, rubriche e illustrazioni, a molti giornali, ed in particolare con le seguenti testate:
- Il Carabiniere
- La Repubblica
- Quotidiano di Lecce
- Marc'Aurelio
- Il Travaso delle idee
- Corriere Canadese
- Domenica Quiz
- Il Galatino
- Il Titano
- Il filo di Aracne
- PiazzaSalento
- Gnosis

## Pubblicazioni personali
- 1994 Caro Federico, omaggio a Fellini umorista
- 1999 20th Century Humour (progetto storico-artistico per la XX Biennale di Tolentino)
- 2000 Smile in style (antologia per la mostra a New York del Museo della Caricatura di Tolentino)
- 2001 La civiltà del sorriso
- 2002 Scalarini: la vita e le caricature politiche
- 2003 Sorridendo nei secoli (antologia curata per conto dell'Arma dei Carabinieri)
- 2006 La tentazione comica (con Fabio Santilli)
- 2008 Melanton, sorrido ergo sum (catalogo monografico della mostra antologica al Museo di Maglie, Lecce)
- 2015 Misteri prodigi e fantasie in Terra di Puglia, Racconti e Leggende. Capone Editore, Lecce

## Premi e riconoscimenti principali
- Targa d'Oro e Dattero d'Argento al Salone internazionale dell'Umorismo di Bordighera, 1982;
- Premio del Consiglio d'Europa a Berlino (1983), nell'ambito del Convegno internazionale Rinascenza della Città;
- San Valentino d'Oro per l'Umorismo, Terni 1986;
- Targa d'Onore al World Cartoon di Skopje(1987);
- Premio Salentino d'Oro - Uomini illustri del Salento a Galatina, Lecce (1987).
- Primo Premio Umorismo e Satira a Dolo, Venezia (1989);
- Targa Tuttosport - Maestro del Sorriso a Fossano, Cuneo (2010).
- Targa dell'Amicizia - Rotary Club Terre d'Otranto a Galatina, Lecce (2012).
- Primo Premio Velletri Ridens (2015)
- Premio Giornalistico Antonio Maglio alla carriera - Alezio, Lecce (2015).
- Nel 1997 gli venne conferita la Targa del Presidente della Repubblica Italiana per meriti culturali nella promozione e diffusione dell'arte satirica e umoristica.